# Дендритна пластичність
Дендритна пластичність (англ. dendritic plasticity) — це властивий для ЦНС фундаментальний механізм, що лежить в основі синаптичної потенціації і є ключовим для формування пам'яті, навчання та когнітивних здібностей, для нормального функціювання мозку.
В основі дендритної пластичності є динамічна природа дендритів, які можуть бути модульовані через зміну їх об'єму, нахилу, втратою чи додаванням інших дендритів і дендритних шипиків, змінами довжини шиї шипиків, дією на дендритні потенціал-залежні іонні канали. Всі ці форми дендритної пластичності пов'язані із навчанням та пам'яттю і є основою унікальних біологічних, обчислювальних функцій одиничних нейронів.

### Вплив дендритів на нейронну пластичність

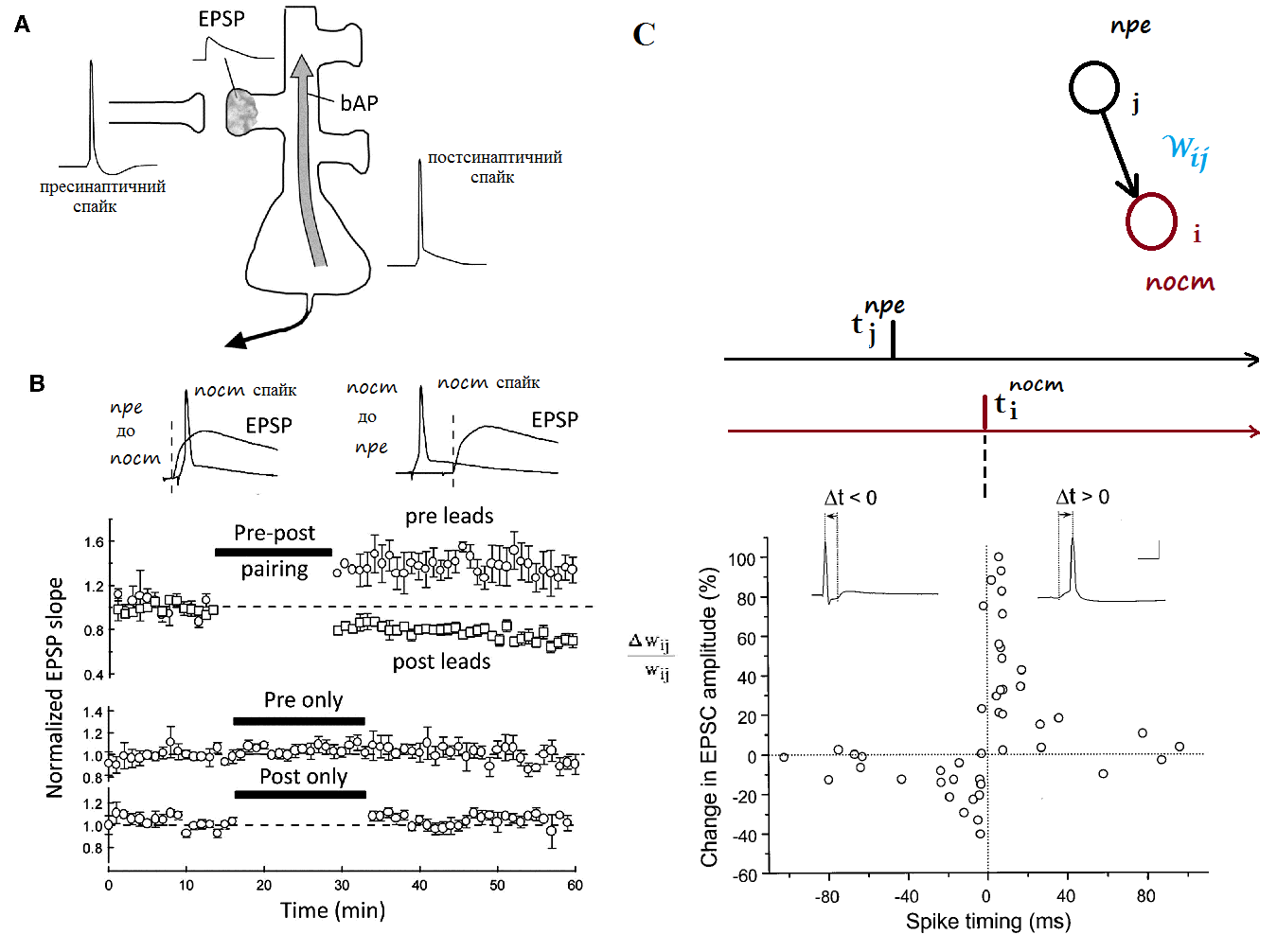
STDP, LTP та LTD. А. Стимуляція STDP шляхом синхронізації пресинаптичних спайків та ЗПСП (EPSP) із постсинаптичними спайками. bAP = потенціал дії зворотного поширення. B. Пре-до-пост спайки стимулюють LTP, а пост-до-пре спайки стимулюють LTD. Самі по собі пре- або постсинаптичні спайки не змінюють синаптичну силу (вагу). С. STDP: зміна синаптичних зв'язків, як функція відносної синхронізації пре- і постсинаптичних спайків після повторюваної кореляції 60 спайків (з частотою 1 Гц)

Хоча здатність нейронних дендритів до генерації локальних потенціалів дії (дендритних спайків) відома вже кілька десятиліть, відносно мало уваги приділялось здатності дендритів стимулювати синаптичну пластичність. Утім, оскільки синапси (особливо збуджувальні) найбільше зосереджені в дендритах, то дендритні властивості повинні суттєво впливати на появу та формування різних типів синаптичної та несинаптичної (внутрішньої) пластичності.
Зміни в морфології дендритів у дорослому мозку відбуваються дуже повільно. До прикладу, тривала візуалізація дендритів в барельній корі миші не показала яких-небудь додавань або видалень дендритних гілок протягом одного місяця. Тому вважається, що не так самі дендрити, як дендритні шипики є елементарними одиницями зберігання пам'яті та формування синаптичної пластичності, обумовленої змінами в синаптичній ефективності через довготривалу потенціацію (LTP) і довгострокове осблаблення (LTD). На відміну від дендритів, шипики неперервно і спонтанно формуються у мозку, рухаючись, виростаючи та відходячи протягом кількох хвилин, а їхній розмір корелює з їхньою функційною синаптичною ефективністю, як in vivo, так in vitro.
Прогрес в технології in vivo нейровізуалізації дозволив виявити пластичні зміни в нейрональних властивостях, пов'язаних із навчанням та пам'яттю. Такі зміни передбачають перебудову в морфології вже наявних синапсів, зокрема збільшення дендритних шипиків протягом LTP і зменшення шипиків протягом LTD Інші структурні зміни можуть включати появу нових синаптичних контактів, обумовлених появою нових дендритних шипиків внаслідок стимуляції синаптичної пластичності. Одним із доказів того, що подібні структурні зміни пов'язані з пам'яттю та навчанням є нещодавнє дослідження, яке показало ріст дендритних шипиків в нейронах рухової кори, як наслідок рухового навчання.
Незалежно від механізмів стимулювання, важлива ознака наявності синаптичної пластичності, це збільшення внутрішньоклітинної концентрації кальцію протягом стимулювання. Від амплітуди і тривалості постсинаптичного тимчасового збільшення кальцію протягом стимулювання залежить те, посилиться чи послабиться синаптична передача. Тривале і помірне збільшення кальцію веде до LTD, тоді як коротке і сильне збільшення — до LTP. Активація тільки одного збуджувального синапсу веде до нагромадження кальцію в індивідуальних дендритних шипиках, залучаючи для цього NMDA рецептори, що завдяки сучасним досягненням у технології нейровізуалізації може бути побачено та виміряно in vivo Утім, до цього часу кількісних оцінок кальцієвих імпульсів, що лежать в основі цих механізмів, не отримано.

#### Хеббівська пластичність

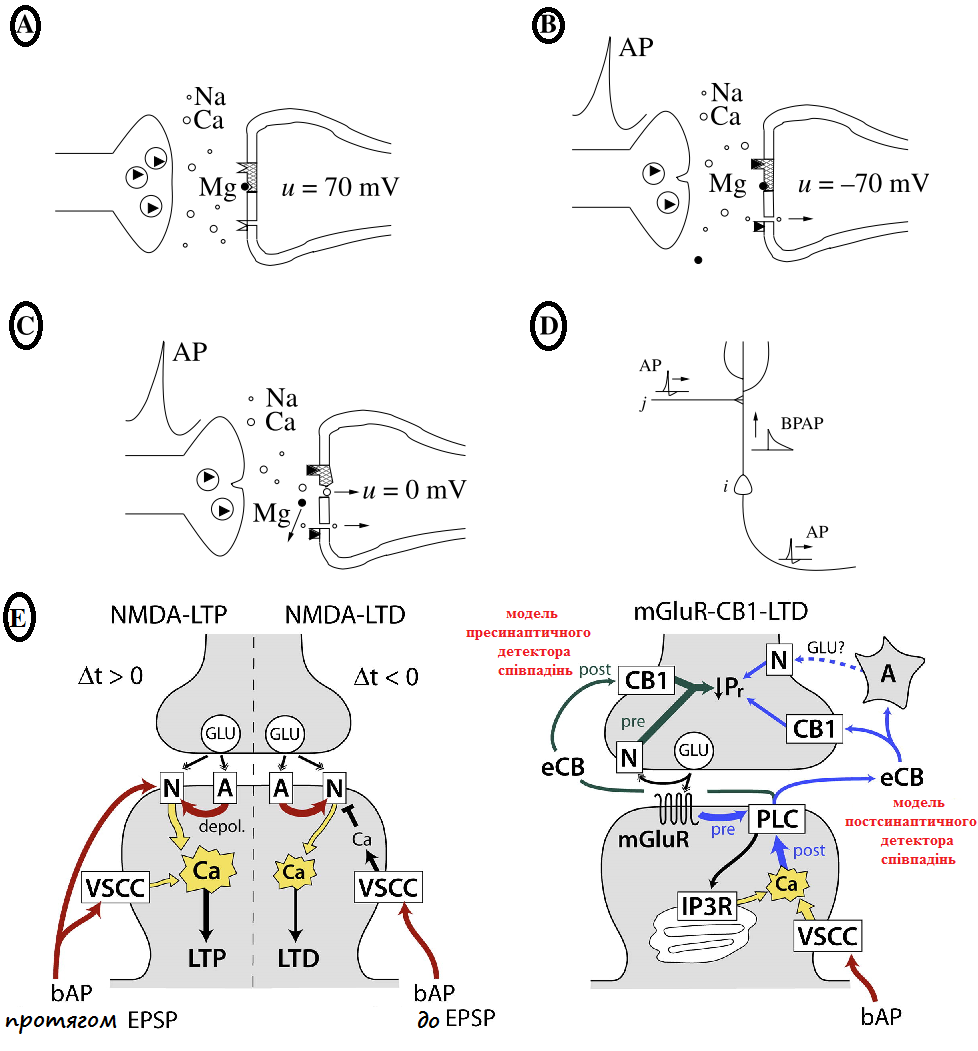
NMDA пластичність. A. Везикули в пресинаптичних закінченнях містять глутамат, як нейромедіатор (заповнені трикутники). При потенціалі спокою, канал NMDA-рецептора блокується магнієм. B. Коли потенціал дії (AP) досягає пресинаптичного закінчення, везикула зливається з мембраною клітини, глутамат виходить в синаптичну щілину та зв'язується NMDA- та не-NMDA рецепторами на постсинаптичній мембрані. При потенціалі спокою канал NMDA-рецептора залишається заблокованим іоном магнію, тоді як не-NMDA канали відчиняються (внизу). C. Коли мембрана постсинаптичного нейрона деполяризується, то припиняється блокування магнієм і кальцієві іони входять у клітину. D. Деполяризація постсинаптичної мембрани може бути спричинена зворотнім поширенням потенціалу дії (BPAP) E.Клітинні механізми залежної від часу пластичності. Біохімічні сигнальні шляхи для більшості форм STDP. Червоним вказана деполяризація. Для mGluR-CB1-LTD пресинаптичний детектор збігів показаний зеленою стрілкою, а постсинаптичний — синьою. (mGluR = метаботропний глутамат-рецептор; CB = канабіноїди; N і A = NMDA і AMPA рецептори; A — астроцит)

Відкриття потенціалів дії зворотного поширення було одним із перших свідчень синаптичної пластичності в дендритах, оскільки вони уможливлюють часову координацію та виявлення збігів Результати багатьох досліджень підтверджують, що Ca2+ імпульси, пов'язані з bAP та синаптичними вхідними імпульсами, сумуються суперлінійно, коли синхронність двох подій відбувається в досить вузькому часовому інтервалі (<50 мск). Ця взаємодія між входом та виходом дозволяє спайкам, що слідують за синаптичним вхідним імпульсом протягом кількох десятків мікросекунд (мкс), згенерувати постсинаптичний кальцієвий потенціал, який є значно більшим, аніж якби спайк передував вхідному імпульсу або надто сильно відставав від нього (>50 мкс). Ця часова синхронність обумовлюються NMDA-рецептором та потенціалзалежними каналами, і є одним із механізмів пластичності, залежної від часу спайку (spike-timing dependent plasticity, STDP), яка є розширеною версією хеббівської моделі синаптичної пластичності.
Правило навчання Хебба вимагає виявлення збігів в пресинаптичній та постсинаптичній активності. Відповідь детектора збігів за присутності обох імпульсів має бути якісно відмінною від відповіді до кожного з цих імпульсів окремо. Як було згадано перед цим, найкраще на роль такого детектора підходить унікальний макромолекулярний комплекс — NMDA рецептор (NMDA-R), який може лежати в основі LTP. Маючи ряд незвичних біофізичних рис, NMDA-R відчиняється тільки коли обидва, пресинаптичний та постсинаптичний нейрони, є активованими. Тобто, відчинення рецептора вимагає і пресинаптичного хімічного імпульсу (вивільнення нейромедіатора — глутамату) і постсинаптичного електричного потенціалу (локальної мембранної деполяризації). Коли ці дві умови виконуються в той самий час, відчинення NMDA-R дозволяє Ca2+ іонам увійти в постсинаптичний нейрон та активувати Ca2+-чутливі ферменти, що врешті-решт і приводять до синаптичного посилення або послаблення.
Як і інший іонотропний рецептор, AMPA-рецептор, NMDA-R активується збуджувальним нейромедіатором глутаматом, але його сприйнятливість до цього медіатора значно більша (EC50 в діапазоні 1 мкМ), що робить цей рецептор більш сприйнятливим до його менших концентрацій. Він також має повільнішу частоту деактивації після короткотривалого застосування глутамату, що означає, що будучи один раз пресинаптично вивільнений, глутамат зв'язується з рецептором і залишається з'єднаним з ним протягом довгого часу. Через це NMDA-R діє, як довготривалий індикатор пресинаптичної активності. Саме ці властивості роблять NMDA-рецептор ідеальною основою для синаптичної пластичності (напр., STDP) та виявлення збігів.

#### Кластерна пластичність
Оскільки внутрішньоклітинна концентрація кальцію є необхідною умовою для виникнення синаптичної пластичності, то синаптично породжені локальні дендритні спайки можуть бути однією з причин синаптичної пластичності, і навіть самі по собі спричиняти LTP та LTD. Так, до прикладу, в одному з нещодавніх досліджень було зроблено неочікуване відкриття, що синаптично викликані дендритні спайки стимулюють LTP в CA1 нейронах гіпокампа, однак ця синаптична пластичність не потребує активного зворотного поширення натрієвих соматичних потенціалів дії, оскільки вони блокуються локальним застосуванням до найближчої частини апікального дендрита антагоніста натрієвого каналу — TTX. Скоріш за все, формування міцної LTP у віддалених дендритах потребує відносно сильної стимуляції і, як наслідок, локальних дендритних спайків, а не ослабленого потенціалу зворотного поширення.
В цьому ж самому дослідженні було показано, що LTP в близьких дендритах також може бути викликане локальними дендритними спайками за відсутності соматичних потенціалів дії. Відтак, стимуляція пластичності не обов'язково повинна бути пов'язана із аксонним зворотним потенціалом дії. А оскільки просторово разом локалізовані синаптичні вхідні імпульси мають більшу імовірність викликати локальні дендритні спайки та LTP, з цього випливає важливий висновок, що аксони пресинаптичних нейронів із корельованою активністю утворюють синаптичні кластери в дендритному дереві, до якого надсилають імпульси. Подібна синаптична кластеризація (т. зв. «гіпотеза кластерної пластичності») була теоретично передбачена ще до її відкриття, як ефективний спосіб обробки та збереження інформації нейроном.
Кластерна пластичність може зв'язувати разом функціонально поєднані вхідні імпульси, які надходять до дендритів, та збільшувати в індивідуальних нейронах здатність зберігання шляхом залучення нелінійних потенціал-залежних каналів. Більше того, кластерна пластичність може збільшувати імовірність генерації локального спайку через підсилення дендритної збудливості, що в свою чергу зміцнює поєднання між дендритною гілкою та сомою. Подібне посилення сили дендритної гілки уможливлює породження точного в часі та надійного соматичного вихідного сигналу, будучи основою достовірної передачі інформації на рівні одиничних нейронів.
Із появою технології дво-фотонного вивільнення глутамату виникла можливість точного спрямування глутамату до множини чи навіть одного шипика. Застосування цієї техніки до дендритів виявили бімодальний розподіл дендритних гілок: одна популяція гілок із слабкими відповідями на синхронні синаптичні стимуляції, а інша — із більш сильними. Тобто, інформація в нейронах може зберігатись не тільки у формі синаптичних ваг вхідних синапсів, а дендритні гілки здатні активно виявляти специфічні властивості вхідних сигналів, напр., їх синхронність.
Більше того, внутрішні властивості дендритних гілок можуть змінюватись в результаті активності та протягом накопичення досвіду. Нещодавнє унікальне дослідження, — новизна результатів якого породила цілий ряд нових гіпотез та моделей дендритної пластичності, — показало, що при одночасній стимуляції кластерів синапсів на дендритній гілці, їх повторна активація призводить до поступових змін у відповіді мембрани на стимули. Зокрема, було виявлено, що в CA1 пірамідальних нейронах гіпокампа поява холінергічного агоніста призводить до того, що «слабкі» гілки перетворюються в гілки із сильною спайковою активністю шляхом поєднання синаптичного збудження із постсинаптичним потенціалом дії. Таке перетворення слабкої дендритної гілки значно підсилює поширення локальних дендритних Na+ спайків до соми і обумовлене новою формою пластичності — «branch-strength potentiation», (потенціація сили гілки, BSP), яка здатна значно збільшувати напругу в сомі у порівнянні із непотенційованими гілками. Збільшення напруги, яке виникає в результаті підсилення розповсюдження дендритного спайку вздовж гілки, скоріш за все є наслідком придушення активності потенціалзалежних калієвих (Kv4.2) каналів, які обмежують збудливість дендритної гілки.
Ця специфічна для дендритної гілки пластичність, яка підсилює її силу, перетворює темпорально корельовані і згруповані синаптичні вхідні сигнали в довготривалі зміни збудливості гілки, будучи імовірним механізмом збереження властивостей вхідних сигналів, основою пам'яті.
Таким чином, зв'язок між локальним дендритним спайком та сомою є пластичним і може бути змінений в специфічний для даної гілки спосіб через обумовлену NMDA рецептором регуляцію дендритних калієвих (Kv4.2) каналів. Тоді дендритна гілка постає, як єдиний інтегративний сегмент («фундаментальною функціональною одиницю в нервовій системі») і вплив дендритного спайку на соматичний потенціал буде суттєво різнитись між окремими дендритними гілками.
Дані результати були підтверджені цієї самою групою дослідників, які виявили, що CA1 пірамідальні нейрони в тварин, що знаходились в збагаченому середовищі, проявляють полегшене поширення дендритних спайків в підгрупі дендритних гілок, пластично з'єднаних із сомою.
Хоча автори цих досліджень і висунули гіпотезу, що потенціація дендритної гілки може лежати в основі довготривалого збереження паттернів вхідних сигналів, механізм цієї пластичності залишався невідомим. Тільки нещодавно була запропонована детальна обчислювальна модель, яка передбачила один із таких можливих механізмів та дала більш узагальнююче пояснення ролі дендритів в нейронних обчисленнях.
Ця модель вперше показала, як нейрони, завдяки дендритним спайкам та поєднанню класичної (STDP) і некласичної (BSP) пластичності, здатні виконувати складні нелінійні обчислення шляхом самоорганізації. Обидва механізми пластичності можуть породити конкуренцію між дендритними гілками, що дозволяє одному нейрону, на клітинному рівні, виконувати такі нелінійні обчислення, які раніше вважались можливими тільки для нейронних мереж, напр. здатність зв'язувати множину вхідних ознак (т.зв «проблема зв'язування», binding problem). Зокрема, модель на прикладі кількох десятків симуляцій демонструє, що тільки за умови нелінійності дендритних обчислень нейрон зможе виконувати розділення образів (pattern separation): подвійна пластичність, внаслідок конкуренції дендритів, дозволяє сформувати образи в кластери і потім, використовуючи прості логічні операції AND та OR, їх класифікувати і зв'язати (хоча такий нейрон і не в змозі реалізувати XOR функцію, для чого потрібні інгібуючі синапси).
Отож, дана модель підтвердила гіпотези, які виникли на основі експериментів, що сила гілки може зберігати риси багатьох паттернів вхідних сигналів, пам'ятати їх.
Окрім знайдених свідчень in vitro досліджень на користь кластерної гіпотези, є ряд досліджень, які показують формування кластерів синаптичних вхідних імпульсів in vivo, найчастіше формування сусідніх чи дочірніх шипиків у групи дендритів.
Так, цілком однозначно було показано, що активність дендритних шипиків часто синхронізується в межах групи шипиків, які знаходяться близько один до одного і об'єднані спільними синаптичними вхідними сигналами від синхронізованих пресинаптичних нейронів. Кластерна синхронізація, яка виникне в результаті цього, може слугувати основою асоціативного навчання на клітинному рівні, оскільки сусідні шипики тут кодують різну інформацію.
Одне з поширених пояснень доцільності синаптичної кластеризації в дендритах полягає в тому, що спільна активація синапсів в межах певних дендритів приведе до більшої дендритної деполяризації, яка в свою чергу запустить регенеративні події, тим самим забезпечуючи міцну соматичну відповідь. В такий спосіб синаптична кластеризація може служити засобом для гарантування, що імпульси, які складаються із множини одночасно активованих синапсів, надійно поширяться до соми чи збережуться в дендритах, тоді як некорельовані синапси не матимуть впливу на пластичність та потенціали дії. Хоча це є досить приваблива гіпотеза і має ряд експериментальних свідчень, існують дослідження із зовсім протилежними результатами, коли вхідні імпульси не кластеризуються, але широко розсіяні по дендритному дереву і не сходяться в єдиний дендрит, лінійно сумуючись.

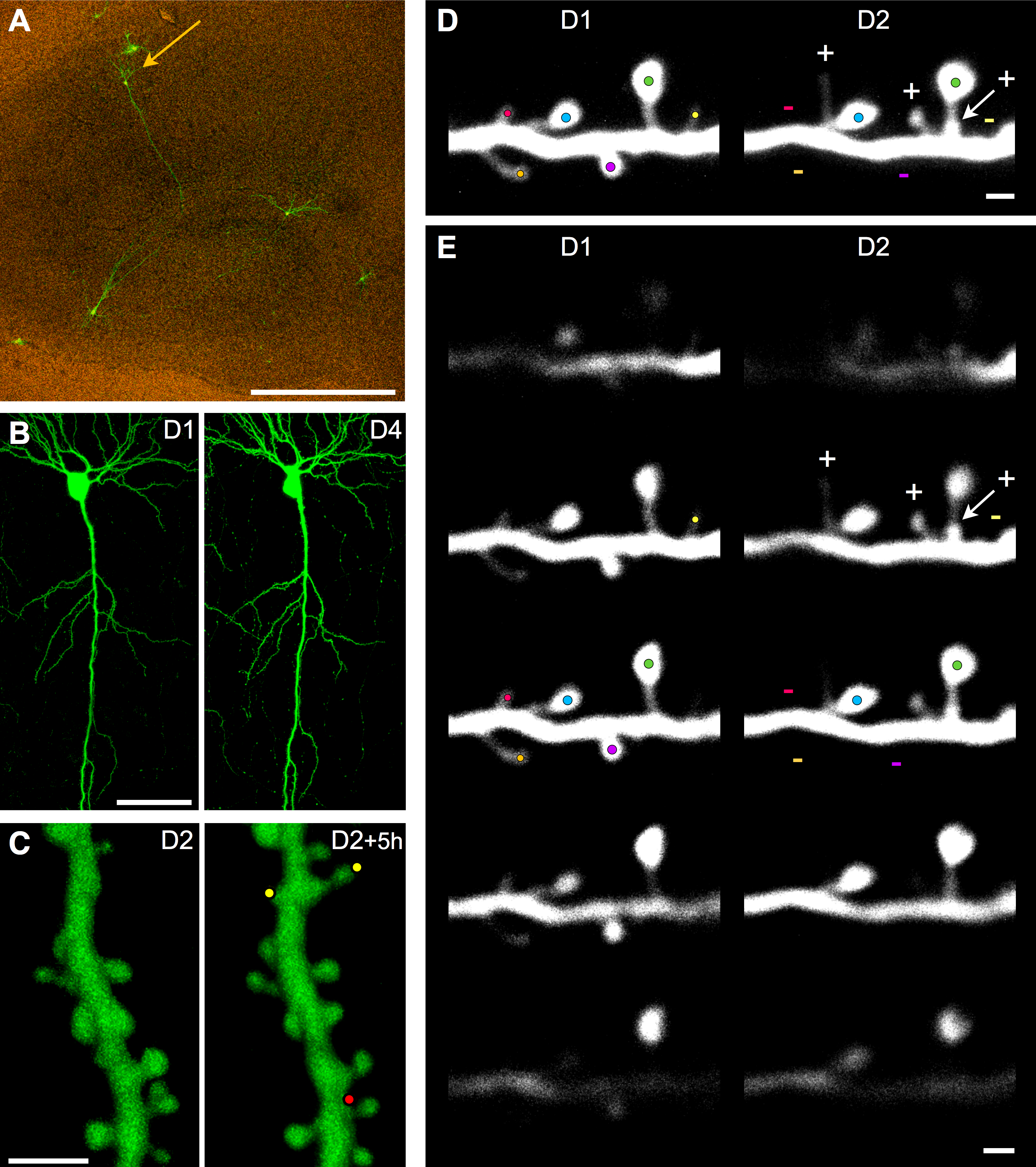
LTP сприяє довгостроковій вибірковій стабілізації та кластеризації дендритних шипиків

#### Не-Хеббівська пластичність
Подібно до того, як внутрішньо нестабільною є класична Хеббівська пластичність, так само форми LTP, які спираються на дендритні локальні спайки, також будуть дестабілізувати розподілення ваг дендритного дерева. Тому, як і у випадку з хеббівською пластичністю, стійкість дендритної інформації повинне забезпечувати довготривале послаблення. Нещодавно було знайдено свідчення того, що NMDA-подібні спайки в неокортексі також здатні викликати LTD, але до великого подиву дослідників, ця форма LTD для свого виникнення потребує лише «одного пострілу» (т. зв. однострільне LTD) і не потребує соматичного потенціалу дії, хоча, можливо, цей феномен може залежати від певного регіону мозку. Таке «однострільне» синаптичне правило навчання кардинально різниться від класичного протоколу стимуляції LTD, яке зазвичай включає сотні повторень, і повинно спиратись на зовсім інші механізми, аніж класичні та синхронізаційні форми LTD. Беручи до уваги, як швидко викликається це однострільне LTD, дослідники вважають, що воно може слугувати для інших обчислювальних цілей, аніж класичні форми LTD, наприклад, бути основою для «однострільного» швидкого навчання.
Ще більше ускладнило розуміння природи дендритного обчислення відкриття форми «однострільного» LTP, хоча вже в CA1 нейронах гіпокампа. Цей тип LTP потребує тільки однієї пачки (burst) пресинаптичної активності і залежить від локальних дендритних спайків. Відносно великі ЗПСПи, використані дослідниками для стимуляції однострільного LTP, припускають, що кілька десятків пресинаптичних CA3 пірамідальних нейронів мали б одночасно бути активовані in vivo з досить високою часовою точністю, що, втім є цілком можливим протягом гіпокампних гострих хвиль, які видно на ЕЕГ. Відтак, відкриття цього швидкого LTP, навіть якщо воно обмежується тільки певним регіоном мозку, показує швидкість та некласичність суто дендритного обчислення, яке лежить в основі збереження інформації, будучи цілком незалежне від аксонного потенціалу дії зворотного поширення.
Тож, все більше накопичується даних, що локальні дендритні спайки можуть викликати двосторонню синаптичну пластичність. На відміну від STDP, яка потребує збігу між пре- і постсинаптичними спайками, зумовлена локальними спайками пластичність включає збіг синаптичних активацій тісно згрупованих вхідних імпульсів до однієї і тієї ж частини дендриту. Це є свідченням нового, ще незнаного правила навчання, згідно з яким нейрони діляться на великі незалежні модулі інтеграції та навчання, що не залежать від звичного імпульсу зворотного зв'язку від соми (bAP).
Важлива відмінність між STDP та викликаною локальними спайками пластичністю полягає в швидкості стимуляції: тоді, як STDP потребує багато повторень збіжних пре-пост стимуляцій, то лише одного локального спайку достатньо для спричинення LTD чи LTP, але див. також. Дослідження CA1 пірамідальних нейронів виявили, що навіть одна активація єдиного синапса здатна викликати локальну деполяризацію, достатню для активації NMDA рецепторів. Подібне збільшення в швидкості стимуляції пов'язане в значній мірі із взаємною активацією сусідніх NMDA рецепторів, що знаходяться на одному дендриті. Відтак, залежна від локального спайку пластичність може бути вирішальним механізмом, що лежить в основі швидкого здобуття спогадів, робочої пам'яті.

## Дендритні обчислення

### Вибірковість дендритів до напрямку

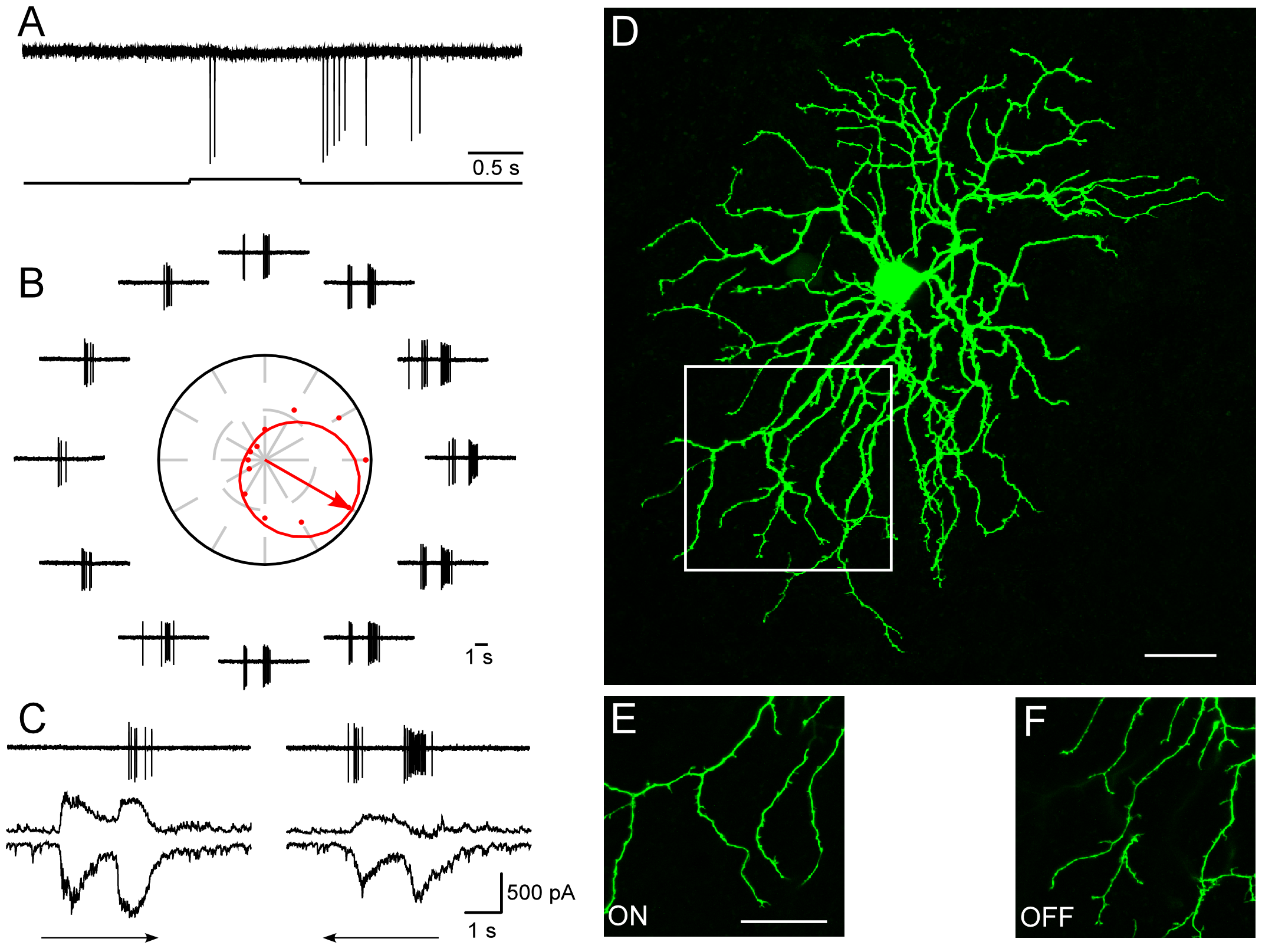
Вибіркові до напрямку гангліозні клітини сітківки (DSGC). А. Відповідь DSGC на появу та припинення нерухомої спалахуючої цятки. В. Напрямкова відповідь на трикутник, що рухається в 12 напрямках. Напрямок, якому клітина віддає перевагу, показаний як стрілка в середині полярних координат і відповідними потенціалами дії. С. Асиметричні синаптичні вхідні імпульси реєстровані, коли мембранний потенціал був між −65 мВ та 0 мВ, відповідно. Значно більший інгібуючий імпульс помітний, коли візуальний стимул рухався в NULL напрямку. D. Дендритна морфологія клітини. Сегмент дендритного поля був збільшений, чітко показуючи ON (E) та OFF (F) поділ дендритів.

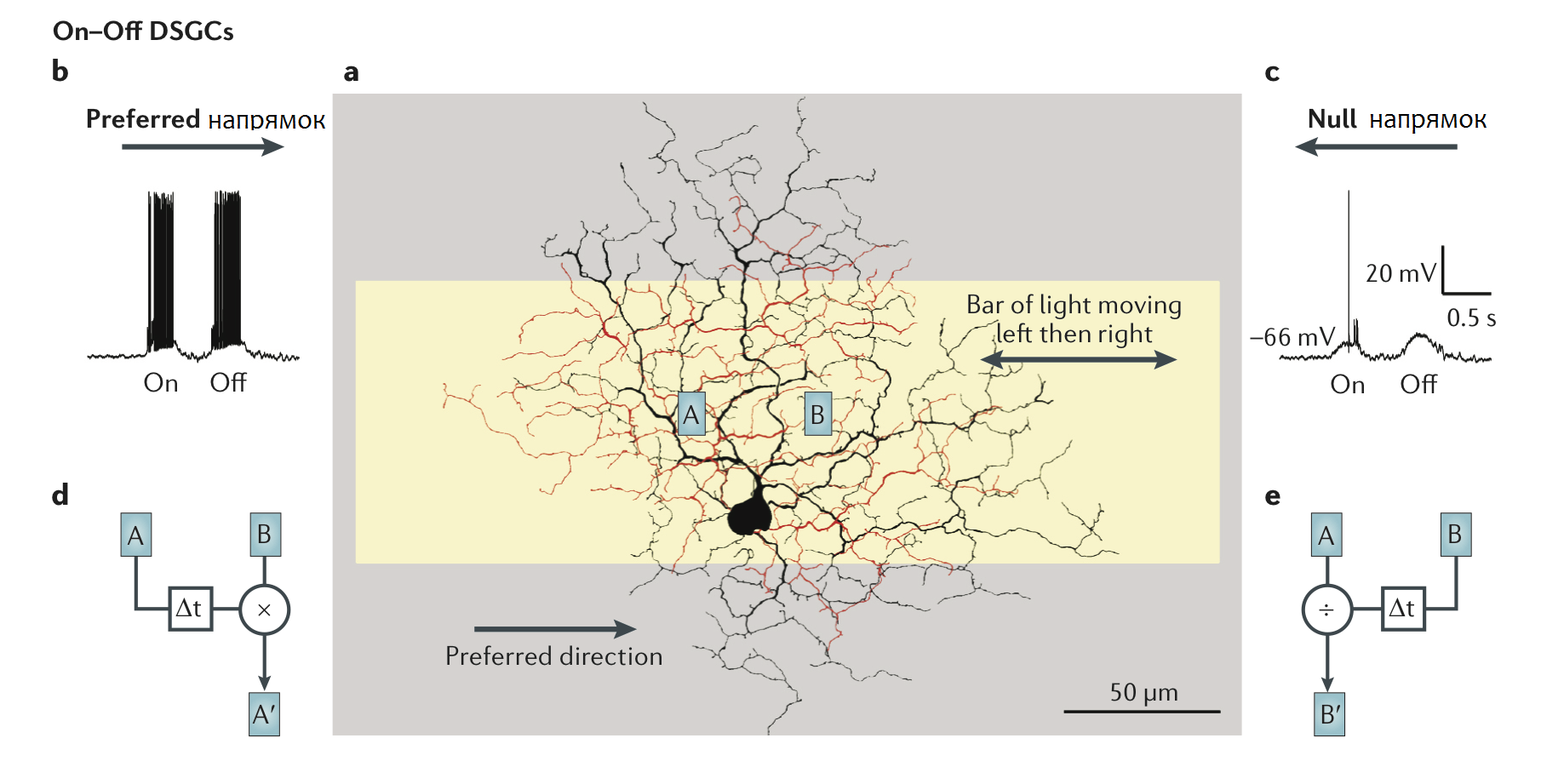
Діаграма реакцій ON/OFF DS гангліозних клітин на стимул в NULL та PREF напрямку. Вхідні сигнали збільшуються в PREF напрямку, та придушуються в NULL напрямку.

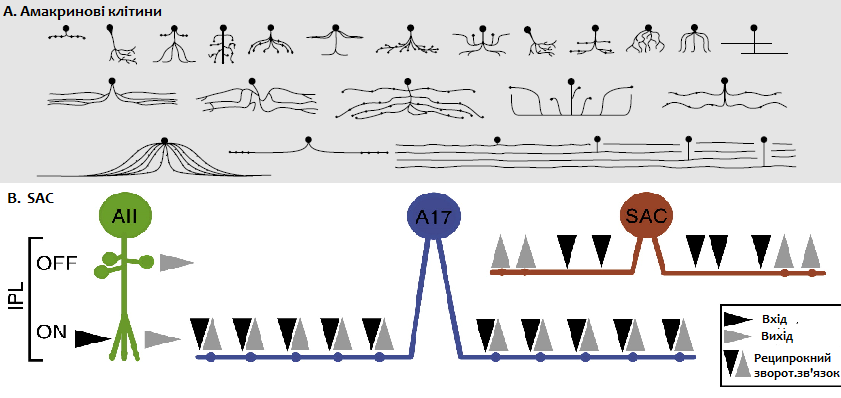
Вгорі: Зображення різних типів амакринових клітин. Внизу: діаграма зв'язків між різними типами амакринових клітин. Зірчастий нейрон, показаний праворуч, це SAC. Він не має аксона, а вихідні імпульси відходять з дендритної гілки.

Одним з найбільш яскравих та найкраще вивчених прикладів того, наскільки складними можуть бути дендритні обчислення, є вибірковість до напрямку (directional selectivity, DS). Вибіркові до напрямку нейрони здатні реагувати на рух зображень в одному напрямку (PREF), але не в іншому (NULL). Ці нейрони існують в багатьох видів, від очей мух до кори ссавців, і в більшості з них проявляється активна роль дендритних обчислень.
Одне з перших переконливих експериментальних підтверджень залучення дендритів у вибірковість напрямку було проведене на зоровій системі мухи in vivo, в якій існує популяція великих інтернейронів, т.зв. тангенціальних клітин (TC), що просторово інтегрують вихідні імпульси багатьох тисяч циліндричних клітин, кожна з яких чутлива лише до дуже малої частин зорового поля. Всі TC клітини є сприйнятливими до руху: вони збуджуються рухом в одному напрямку, та гальмуються рухом в протилежному напрямку. Поєднавши внутрішньоклітинну реєстрацію та кальцієву візуалізацію дендритів in vivo, дослідники виявили два головні кроки в обробці інформації, які виконують дендрити TC клітин. Завдяки обробці вхідних елементів протилежних клітин, що мають інші переважні напрямки, напрямкова вибірковість пресинаптичних нейронів в ТС клітинах є істотно розширеною. В цьому ж дослідженні було також показано, що дендритне фільтрування допомагає відрізнити зміну в контрасті внаслідок руху стимулу від змін, пов'язаних із суто локальними формами стимулу. Результатом такої інтеграції стимулів є градуювальна деполяризація в аксоні тангенціальних клітин, яка з високою точністю репрезентує інформацію про швидкість зображення.
Класичною моделлю вивчення механізмів дендритного обчислення напрямкової вибірковості є дослідження «вибірковості до напрямку гангліозних клітин сітківки» (Direction-Selective Retinal Ganglion Cell, DSRGC або DSGC). Серед гангліозних клітин напрямково-вибірковими є т. зв. ON/OFF гангліозні клітини. Вони діють, як локальні детектори руху, реагуючи на рухаючіся точки, решітки та лінії в широкому діапазоні швидкостей. При появі чи зникненні стимулу, ON збуджуються, коли він потрапляє на центр їхнього рецептивного поля, та інгібуються, коли на периферію; OFF клітини проявляють прямо протилежну реакцію. ON/OFF DS клітини мають двошарове дендритне дерево, із одним розгалуженням в зовнішній половині (OFF sublamina) внутрішнього сітчастого шару (IPL), а інше розгалуження — у внутрішній половині IPL (ON sublamina).
Така організація DSGC дозволяє відповідати на напрямок руху зображення темних об'єктів на світлому фоні — виконується OFF гілкою — як і на об'єкти, світліші аніж фон — здійснюється ON гілкою. Існують чотири підтипи DS клітини, кожен з яких віддає перевагу одному конкретному напрямку руху. Кожен підтип покриває сітківку таким чином, що утворюється невелике перекриття дендритів, у такий спосіб здобуваючи інформацію про напрямок для кожного з переважаючих напрямків, що доступні в будь-якому регіоні сітківки.
Вілфрід Ролл в 1969 році запропонував першу просту модель того, як дендрити можуть втілювати подібну DS. Наразі ж точаться дебати щодо визначення первинного рівня нейронів, що виявляє таку вибірковість. Одні дослідники вважають, що нелінійний взаємозв'язок між збудженням та інгібуванням є імовірним механізмом для пояснення DS в гангліозних клітинах. Інші дослідники, на основі теоретичної моделі, вважають, що вхідний імпульс до DSRGC вже є вибірковим до напрямку, а первинно ця вибірковість може бути обчислювана в індивідуальних дендритних гілках зореподібних амакринових нейронів (starburst amacrine cells, SAC), які є пресинаптичними до гангліозних клітин сітківки
Якщо більшість класичних теорій «напрямкової вибірковості» розглядали її постання, як результат взаємодії між нейронами, будуючи моделі нейронних мереж, то з поглибленням вивчення дендритів все частіш виникають моделі, котрі пропонують розглядати напрямкову вибірковість на клітинному рівні, як результат внутрішніх властивостей нейронів. Одним із таких нейронів, де первинно здійснюється вибірковість, і вважаються зірчасті амакринові клітини.
Амакринові клітини найкраще підходять для подібних обчислень руху. Складаючись із 40 морфологічно відмінних типів, ці клітини є найбільшим класом інтернейронів сітківки. Багато з них не мають аксонів, а їх дендрити слугують як для отримання вхідних синаптичних імпульсів, так і передачі вихідних сигналів, — тож вони не є дендритами в класичному розумінні.
Найбільш характерну морфологію серед амакринових клітин мають SAC. Дендрити SAC'ів розташовані пучком разом із DSGC дендритами і саме тому розглядаються як найбільш імовірні кандидати на роль первинних детекторів руху. На відміну від інших нейронів, SAC'и характеризуються величезним перекриттям дендритів і тому здатні забезпечити різні підтипи DSGC належними нейронними схемами обчислень. Якщо, до прикладу, SAC вилучити із нейронної мережі (напр., шляхом видалення клітини), то напрямково-вибіркові відповіді в DSGC'х зникають
Завдяки майже електрично ізольованим гілкам їх дендритного дерева, SAC дендрити реагують незалежно на світлову стимуляцію. Відтак, інколи їх навіть пропонують розглядати як «автономні» обчислювальні одиниці.: на відміну від цілої клітини, дендрити є високо поляризованими структурами; синаптичні вхідні та вихідні сигнали по-різному розподілені вздовж дендритів — вхідні синапси локалізовані вздовж всієї довжини, тоді як вихідні синапси, пов'язані з виступами на віддаленій третині гілок. Кожна головна гілка відповідає найбільш сильно до відцентрового (в напрямку дендритних закінчень) аніж до доцентрового (в напрямку соми) руху, тим самим проявляючи дендритну напрямкову вибірковість З використанням двофотонної оптичної візуалізації концентрації кальцію в дендритах SAC, було виявлено, що концентрація кальцію на кінчиках дендритів SAC дійсно є вибірковою до напрямку

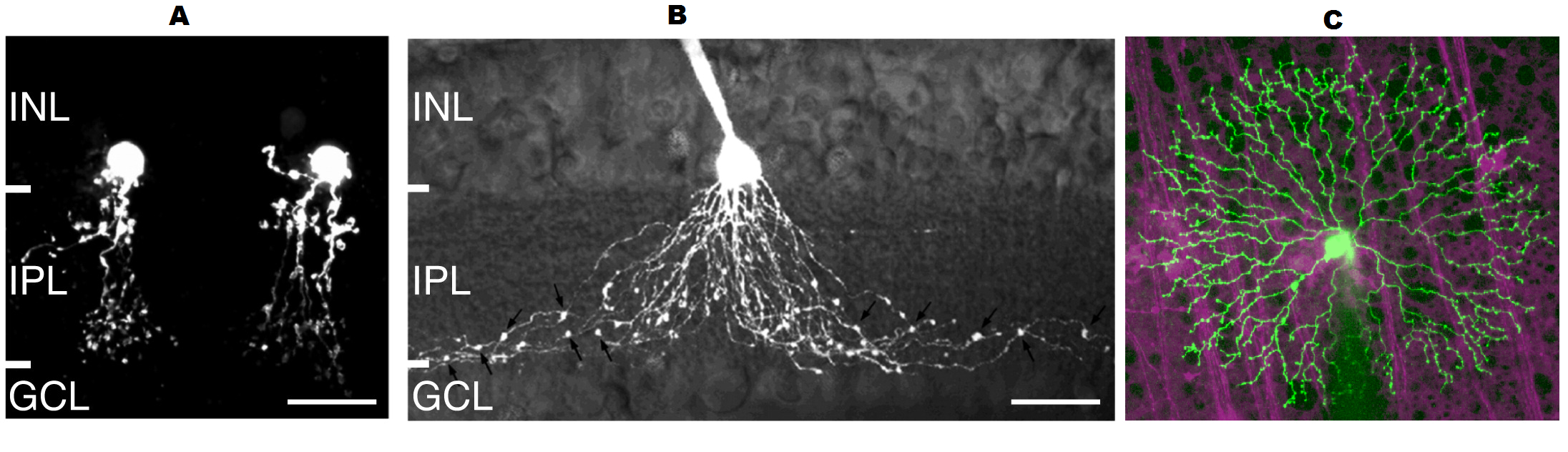
Типи амакринових клітин у сітківці ссавців: 1) «All»-тип амакринових клітин в сітківці миші; 2) A17 амакринові клітини в сітківці щура; 3) Зірчасті амакринові клітини в сітківці кролика.

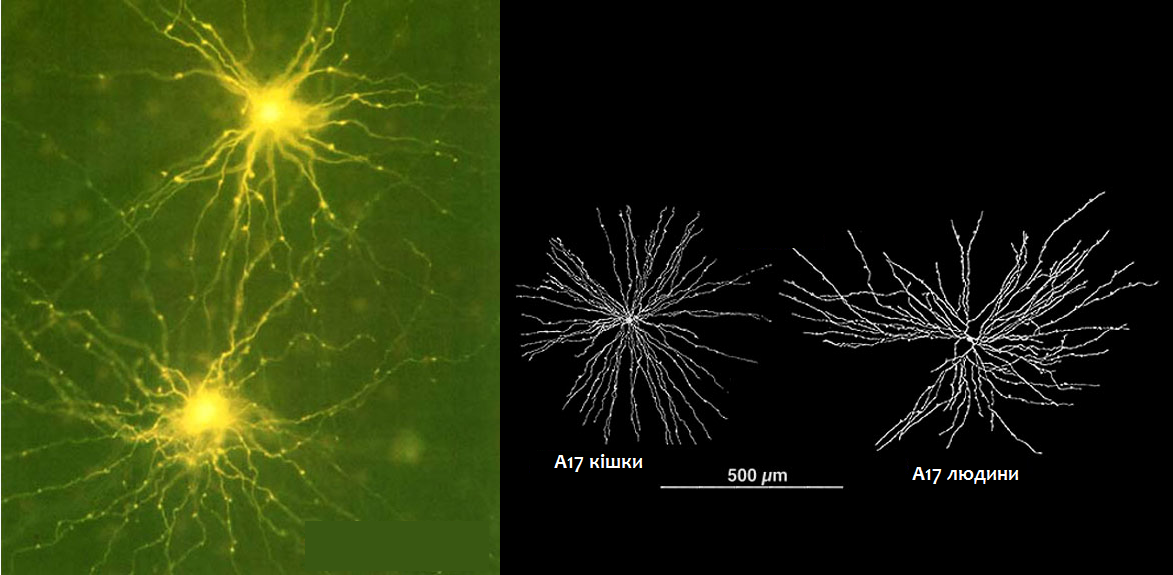
A17 амакринові клітини сітківки.

Вивчення дендритної напрямкової вибірковості дозволило оцінити, наскільки в дійсності складними та нелінійними можуть бути обчислення, які виконують дендрити. Нове світло на дендритну обробку інформації пролило проведене Вільямом Граймсом (Grimes) et al. новаторське дослідження т. зв. A17 амакринових клітин в сітківці щура, в яких були виявлені складні форми паралельних обчислень.

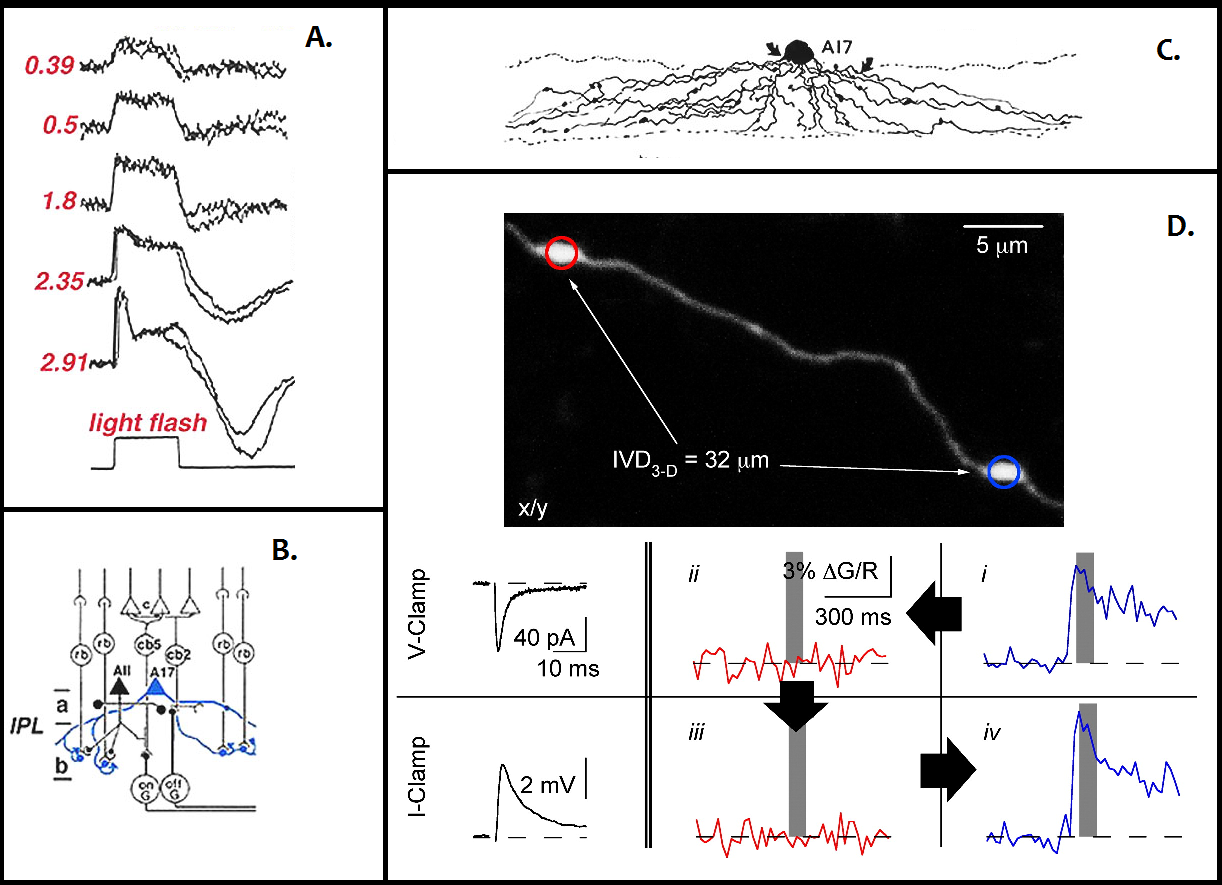
А.Внутрішньоклітинна реєстрація в А17 амакринних клітинах. А17 відповідають на спалахи світла із центр деполяризуючою реакцією. Їх ON-центр реакція відображає ON-центр сигнал, отриманий від паличкових біполярних клітин. Реакція клітин є повільною деполяризацією, що стає більш швидкоплинною при яскравіших стимулах. B. Форми зв'язків А17 клітин з іншими клітинами сітківки. C. Морфологія А17 клітин. D. Експериментальне підтвердження існування ізольованих, паралельно обчислювальних функціональних субодиниць в А17 клітинах. Об'єднаний експеримент з парою варикоз дендритів А17 клітини, віддалених на ∼30 мкм. Синаптичні Ca^{2+} концентрації були викликані в одній варикозі в умовах локальної фіксації потенціалу (синя крива, i). Потім перевірялась флуоресценція Ca^{2+} в найближчій варикозі без зміни стимулу (червона крива, ii), однак викликані Ca^{2+} транзієнти в них були рідко помітні. Після переключення на фіксацію струму, Ca^{2+} сигнали знов були зареєстровані в обох варикозах (iii та iv). Ліва панель показує ЗПССи (вгорі) та ЗПСПи (внизу), викликані синаптичною стимуляцією. На основі.

Маючи діаметр дендритного поля ~400 мкм в сітківці щура, A17 інтернейрони належать до підкласу амакринових клітин. Їх морфологія майже однакова для виду ссавців: вони простягають десятки тонких довгих (аж до 1 мм) дендритів із малими варикозами, що утворюють реципрокні ГАМКергічні синаптичні зворотні зв'язки на аксонних закінченнях паличкових біполярних клітин. Одна А17 амакринова клітина отримує синаптичні вхідні (scotopic) імпульси від ~1000 паличкових біполярних клітин. Вони не формують синапси з іншими амакринними чи гангліозними клітинами. Відтак, А17, — на відміну сусідніх All-амакринових клітин з вузьким рецептивним полем, — мають зовсім іншу, ширшу площу рецептивного поля, з якої вони отримують сигнали з паличок.
Граймс з колегами, поєднавши дво-фотонну візуалізацію кальцію та обчислювальне моделювання (див. зображення), неочікувано відкрили, що навіть одна A17 амакринова клітина забезпечує сітківку приблизно 150 локальними одиницями (мікросхемами) зворотних зв'язків, які здатні діяти цілком незалежно одна від одної, постаючи як окремі дендритні компартменти. Зокрема, в поєднанні із попередніми даними, було виявлено, що надходження кальцію до глутаматних рецепторів, активованих біполярними клітинами, підсилюється вивільненням кальцію з внутрішніх запасників клітини. Цього кальцію цілком достатньо для того, щоб спричинити реципрокне вивільнення ГАМК в аксонні закінчення біполярних клітин без необхідності приведення в дію потенціал-залежних кальцієвих каналів. Так уникається значна зміна мембранної напруги, що могла б поширитись на сусідні варикози та перешкодити ізоляції.
Тобто, замість того, аби інтегрувати ширші просторові сигнали, — як діють дендрити в багатьох інших нейронах, — великі А17 амакринові клітини ізолюють реципрокні синапси зворотного зв'язку і дендритні сегменти тоді діють, як паралельні, незалежні субодиниці, кожна з яких обчислює локально.
На основі отриманих даних дослідники побудували модель, відповідно до якої дендритна гілка А17 може ізолювати синаптичні процеси в різних варикозах для потоку фотонів, характерного для низько-освітлених (scotopic) умов. Із збільшенням інтенсивності світла (та потоку фотонів), імовірність синхронних вхідних сигналів до сусідніх варикозів вздовж дендрита зростає, що веде до взаємодій, які підсилюють синаптичний вхідний імпульс.
Подібна дендритна складність та широке рецептивне поле А17 клітин може бути пояснене в контексті т. зв. теорії «оптимізації нейронних зв'язків» тим, що нейронна архітектура еволюціонувала для забезпечення потреби у функціональних нейронних мережах, разом з тим мінімізуючи «вартість» зв'язків (генетичні, метаболічні та просторові ресурси, потрібні для нейронних систем). Великі нейрони (наприклад в корі) можуть розподіляти ресурси вздовж більшої кількості синаптичних зв'язків, але вони потребують більше енергії для транспортування білків і мають набагато більше електротонічне загасання імпульсу. Але це не стосується А17 клітин, які використовують скоріш розподілене, паралельне обчислення, аніж інтегративне, як пірамідальні нейрони. Такі унікальні властивості дендритів А17 клітин, зберігаючи просторову гостроту та динамічний діапазон, найкраще підходять саме для сітківки, оскільки вона для належного виконання своїх функцій повинна бути достатньо тонкою і оптично прозорою.

### Дендритні обчислення в слуховій системі
Інший яскравий приклад впливу дендритів на нейронні обчислення був виявлений при вивченні слухової системи, зокрема її здатності локалізувати звук.
На відміну від інших сенсорних систем, сенсорний епітелій внутрішнього вуха не має чіткої репрезентації простору, оскільки волоскові клітини внутрішнього вуха кодують частоту звуку, а не звуковий простір. Відтак, звукова система повинна обчислювати локалізацію джерела звуку в просторі, для чого вона використовує два бінауральні сигнали, які дозволяють локалізувати звуки в горизонтальній площині: інтерауральну часову різницю (interaural time difference, ITD — різниця в часі надходження звуку до двох вух) та інтерауральну рівневу різницю (interaural level difference, ILD). ITD'и використовуються для низько-частотної (<2 кГц) локалізації, а IDL'и для високо-частотної.

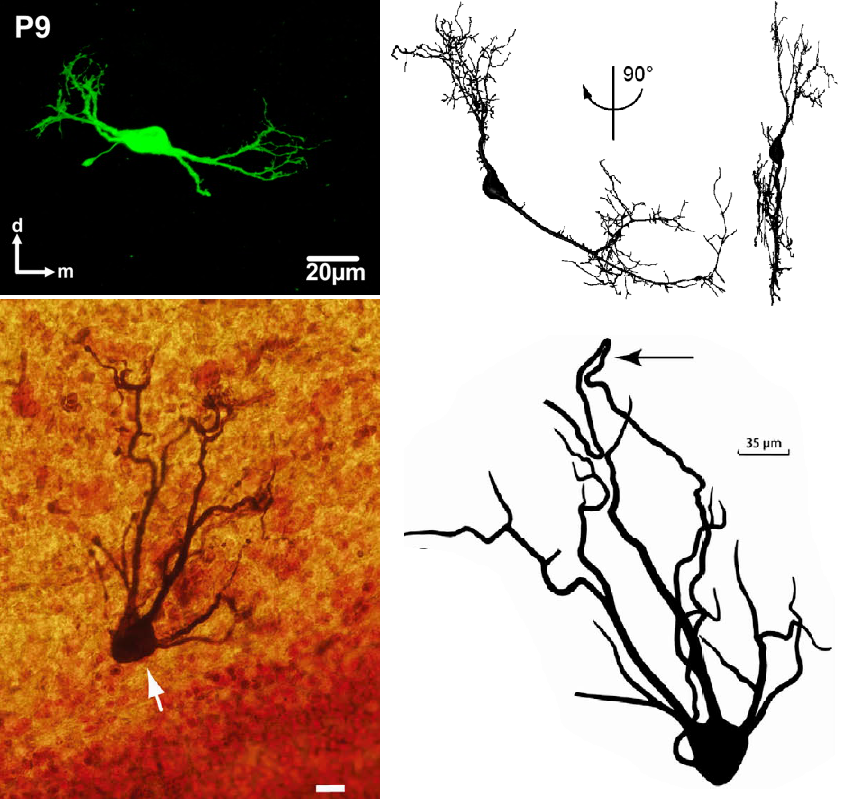
MSO нейрони (вгорі) та нейрони-восьминоги (внизу)

Якщо звук надходить фронтально до голови, тоді ITD = 0 мск. Оскільки звуки з периферії (віддалені від серединно-сагітальної площини) надходять до вух із більшою часовою затримкою, то вони породжують різниці у часі надходження стимулу до двох вух (початок ITD) і протягом тривалості стимулу (триваюча ITD). Навіть в найбільш виражено горизонтальному положенні звуку, ITD'и є надто малими: 700 мск в людини, 400 мкс в котів та 135 мск в піщанки. Людина може розрізнити ITD'и із 10-20 мск для низькочастотних звуків, та IDL'и ~1-2 дБ.
Подібна точність у кодуванні джерела звуку і розрізненні ITD пов'язана з існуванням біполярних нейронів в медіальній верхній оливі (medial superior olive, MSO) слухової частини стовбуру мозку у ссавців та ламінарному ядрі (nucleus laminaris, NL) у птахів. MSO клітини мають біполярну морфологію і розташовані в єдиній парасагітальній площині із двома головними дендритами, що виходять від соми на 180° один від одного та простягаються ортогонально до дорсовентральної осі ядра.
Нейрони MSO, — в деяких з яких аксони навіть постають з дендритів, а не соми, — отримують білатеральні збуджувальні вхідні імпульси від кущистих (bushy) клітин в завитковому ядрі (cochlear nucleus) і мають чи не одну з найбільш унікальних організацій дендритів у всій ЦНС. Вхідні сигнали від двох вух надходять до однієї MSO клітини через два різні дендрити: іпсілатеральні вхідні сигнали надходять до латеральних дендритів, а контрлатеральні сигнали до медіальних дендритів. Така неймовірна організація уможливлює розподіл вхідних сигналів, що призводить до їх електротонічної ізоляції, дозволяє покращити сумацію сигналів із двох різних джерел і уникнути домінування сигналу із більш сильного дендрита.
Внаслідок швидких вхідних синаптичних сигналів, ці вхідні імпульси фазово синхронізовані із формою хвилі стимулу з точністю, більшою аніж слухові нервові волокна. MSO нейрони також синхронізовані по фазі як із монауральними (від одного вуха), так і з бінауральними (від двох вух) стимулами, але проявляють максимальну реакцію тоді, коли фазово синхронізовані потенціали дії з двох сторін надходять одночасно, тобто, коли різниця в запізненнях провідності компенсує ITD
Визначальна роль дендритних обчислень в слуховому виявленні збігів була спочатку передбачена теоретично, на основі компартментного моделювання та кабельних властивостей дендритів, які розширили традиційні точкові моделі нейронів, додавши до них дендритні сегменти. Ця модель не тільки пояснила, як дендрити підсилюють виявлення ITD, але й також те, чому існує дендритний градієнт.
Існування дендритів в MSO (чи NL) клітинах веде до появи двох біофізичних механізмів, які сприяють виявленню збігів. Перший механізм — це просторова ізоляція вхідних сигналів, що уможливлює нелінійну інтеграцію вхідних імпульсів з двох вух. Другий — це те, що дендритний пучок діє як стік струму для вхідних синаптичних сигналів. Максимальна відповідь MSO нейронів можлива лише тоді, коли (після компенсації ITD з допомогою запізнень) вхідні сигнали, які вони отримують з двох вух, збігаються у часі. Тому MSO менш реагують на імпульси, що надходять лише з одного вуха, навіть якщо ті подвоїлись. Якби MSO була лінійною системою, таке розрізнення було б неможливе, оскільки потрібен деякий нелінійний механізм, що демпферує слуховий сигнал, якщо той надходить тільки від одного вуха, але не тоді, коли від двох вух одночасно.

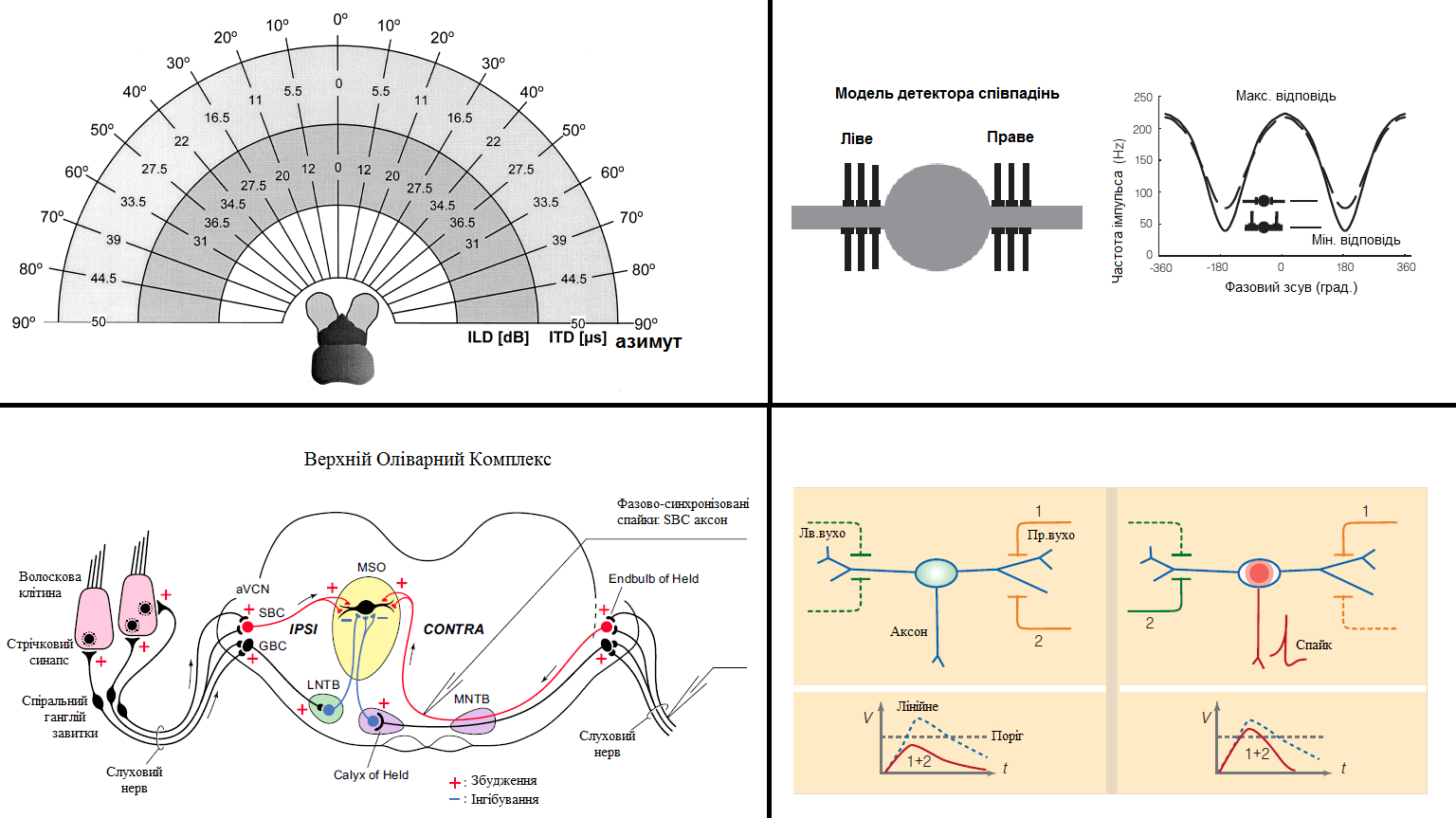
Вплив дендритів на виявлення збігів в слуховій системі. А.(вгорі, ліворуч) Інтерауральна часова різниця (ITD) та інтерауральна різниця інтенсивності (ILD) у відповідь на тон з частотою 35 кГц в маленького кажана (Molossus ater), залежно від позиції джерела звуку в горизонтальній площині. Помітно великі ILD'и, аж до 40-50 дБ, у порівнянні із дуже малими ITD'и, до 50 мкс. B.(внизу, ліворуч) Схема локалізації низькочастотних звуків у верхньому оліварному комплексі ссавців. С.(вгорі, праворуч) а) Модель біполярного нейрона для детектора збігів. б) Модель ITD кривої для стимулу в 500 Гц показує покращення у кодуванні ITD, коли до точкової соми були додані (пасивні) дендрити. Різниця між маскимальною (0° запізнення) та мінімальною (180° запізнення) спайковою частотою була найбільшою, коли вхідні сигнали локалізувались на дендритах (суцільна крива), у порівнянні із моделлю точкового, бездендритного нейрона (пунктирна крива). D. (внизу, ліворуч) Схематичне подання впливу біполярних дендритів на локалізацію звуку. а) Коли вхідний сигнал надходить тільки з одного вуха, досягаючи лише одного дендрита, наслідком нелінійної сумації сигналу в дендриті є генерація менш деполяризуючого синаптичного струму. Як наслідок, синаптичний потенціал є надто малим, аби згенерувати потенціал дії в аксоні. b) Коли вхідні сигнали надходять одночасно із двох вух і розподіляються на різних дендритах, то нелінійність в сумації синаптичних імпульсів є менш істотною. Як наслідок, синаптичний потенціал є вищим від порогу збудження і може генерувати потенціал дії в аксоні.

Підвищення виявлення збігів (а отже і локалізації звуку) MSO клітинами здійснюється завдяки нелінійній сумації (т. зв. «насичення нелінійності») вхідних збуджувальних синаптичних сигналів та збільшенні нелінійної втрати, коли сигнали скупчуються на одному дендриті, а не розподіляються між кількома. Коли синаптичні вхідні сигнали активуються на тому самому дендриті, то виникає більша локальна зміна напруги, яка знижує рушійну силу для синаптичного струму в цьому дендриті, аніж якби синапси формували контакти на різних дендритах. В останньому випадку синапс генерує більш деполяризуючий струм і тому виникає більша ймовірність породження потенціалу дії в аксоні, який в результаті сигналізує, що звук прийшов з даного місця.
Модель детектора збігів з дендритами також передбачила оптимальну довжину дендритів для різних частот звуків. Якщо частоти збільшуються, то довжина дендритів повинна зменшуватись, оскільки при високих звукових частотах фазова синхронізація стає слабшою і в спайках виникають фазові тремтіння (джіттер), які перешкоджають виявленню збігів та локалізації джерела звуку.
В такий спосіб MSO нейрони проявляють мікросекундну вибірковість до ITD. Коли обидва збуджувальні шляхи до дендритів активуються в межах вузького часового інтервалу, MSO нейрони виявляють збіг синаптичних вхідних імпульсів і генерують потенціал дії. Коли ж ці шляхи активуються асинхронно, то MSO нейрони не генерують ПД. Тому функція відклику ITD репрезентує варіацію частоти розрядів MSO клітин із відносним запізненням двох вхідних сигналів, а отже і позицію звуку вздовж горизонтальної площини.
Хоча дана модель була побудована для пасивних дендритів, нещодавні експериментальні дослідження показали, що вона також добре підходить для пояснення активної ролі дендритів для бінаурального виявлення звукових збігів
В одному з нещодавніх досліджень шляхом одночасної сома-дендритної реєстрації MSO нейронів піщанки in vitro та компартментного моделювання, дослідники виявили потенціалзалежне загострення ЗПСП'ів ближче до соми, яке протидіє дендритному фільтруванню, що знижує часову точність імпульсів. Ці дослідження вперше продемонстрували неоднорідний розподіл низько-порогових калієвих (KLVA) каналів в сомі та дендритах, їх вплив на синаптичну часову синхронізацію в слуховій системі.
Хоча Kv1 канали присутні як в сомі, так і дендритах, їх щільність більш зміщена в бік соми. Коли ЗПСП'и розповсюджуються вздовж віддалених дендритів MSO нейронів, пасивне кабельне фільтрування, притаманне цим дендритам, затримує час наростання ЗПСП'ів та збільшує їх тривалість. Обумовлене Kv1 каналами загострення ЗПСП'ів не має на ці дендрити відчутного впливу навіть під час сильної деполяризації. Однак коли ці імпульси проникають до ближчих дендритів та соми, вони диференційно активують значно більші низько-порогові калієві струми (IKLVA) біля соми. Ця активація IKLVA є досить тривалою протягом бінауральної стимуляції
Таким чином, соматично зміщений розподіл IKLVA компенсує дендритне кабельне фільтрування та зберігає мікросекундну часову точність синаптичних потенціалів, що виникають у відокремлених регіонах дендритів, загострюючи ЗПСП'и і в такий спосіб покращуючи часову точність бінауральних детекторів збігів.
Зовсім по-іншому, хоча і для тієї самої цілі (виявлення збігів), використовуються дендрити клітинами-восьминогами (octopus cells), що знаходяться в «задньому завитковому вентральному ядрі» (PCVN). Вони виявляють збіги активації групи слухових нервових волокон (>60 у миші) широкосмуговими короткотривалими звуками. Останні породжують біжучі хвилі у завитці, які викликають збудження слухових нервових волокон налаштованих на високі частоти на кілька мілісекунд раніше, аніж волокон, налаштованих на низькі частоти.
На відміну від MSO клітин, клітини-восьминоги для компенсації подібного кохлеарного запізнення біжучої хвилі використовують дендритне пасивне фільтрування, породжуючи великі, швидко зростаючі інтегровані ЗПСП'и біля соми.
Якщо ще відносно недавно при моделюванні і вивченні нейронних обчислень в слуховій системі дендрити не брались до уваги, то з появою лінійної та нелінійної кабельних теорій було передбачено, а наступні дослідження це експериментально підтвердили, що без включення дендритів в нейронні моделі ряд унікальних рис слухової системи не можуть бути пояснені. Однак ще більший прогрес у дослідженні складних дендритних обчислень був зроблений з відкриттям їх активних властивостей, здатності модулювати та змінювати вхідні сигнали.
Для випадку слухової системи таке відкриття активної ролі дендритів було нещодавно зроблене в новаторському дослідженні in vivo кальцієвої активності в пірамідальних нейронів шару 2/3 слухової кори миші на рівні індивідуальних шипиків. Подібно до дендритів зорової системи, було виявлено, що сенсорна (звукова) стимуляція може активувати навіть один шипик і що різні шипики на тому самому дендриті віддають перевагу тонам різних частот, та навіть здатні відповідати на широкосмуговий шум. Це дослідження вперше показало, що сенсорна активність стимулює не дендритний стовбур, а шипик, який відтак постає як окремий частотно-вибірковий (frequency selective) сегмент дендритного дерева. Разом з тим, на відміну від більшості досліджень, які свідчать про кластеризацію синаптичних вхідних сигналів, тут було виявлено, що шипики є надто неоднорідно розподілені на дендриті, де навіть два сусідні шипики віддають перевагу різним частотам тонів.
Втім, така сама частотна селективність окремих сегментів дендритів нещодавно була передбачена теоретично на основі STDP пластичності. Але, на відміну від згаданого експериментального дослідження, ця теорія моделює дендрити, як пасивні кабелі, не беручи до уваги потенціалзалежні канали та кальцієву активність. При таких різних посилках, теорія і експеримент приходять майже до однакових висновків, що синапси в різних регіонах дендритного дерева налаштовані на різні частоти. За винятком того, що математична модель передбачає кластеризацію синапспів, а експеримент показує їх неоднорідне розподілення по всьому дендритному дереві.

### Оглядові статті
- Magee Jeffrey C and Johnston Daniel (2005). Plasticity of dendritic function. Current Opinion in Neurobiology. 15 (3): 334—342. doi:10.1016/j.conb.2005.05.013. ISSN 0959-4388.
- Sjostrom P. J., Rancz E. A., Roth A., Hausser M. (2008). Dendritic Excitability and Synaptic Plasticity. Physiological Reviews. 88 (2): 769—840. doi:10.1152/physrev.00016.2007. ISSN 0031-9333.
- Hausser M. (27 жовтня 2000). Diversity and Dynamics of Dendritic Signaling. Science. 290: 739—744. doi:10.1126/science.290.5492.739. Архів оригіналу за 28 вересня 2014. Процитовано 4 листопада 2013.
- London Michael and Häusser Michael (2005). Dendritic computation. Annual Review of Neuroscience. 28 (1): 503—532. doi:10.1146/annurev.neuro.28.061604.135703. ISSN 0147-006X.
- Mel Bartlett W. (1994). Information Processing in Dendritic Trees. Neural Computation. 6 (6): 1031—1085. doi:10.1162/neco.1994.6.6.1031. ISSN 0899-7667.
- Kasai Haruo, Fukuda Masahiro, Watanabe Satoshi, Hayashi-Takag Akiko, and Noguchi Jun (2010). Structural dynamics of dendritic spines in memory and cognition. Trends in Neurosciences. 33 (3): 121—129. doi:10.1016/j.tins.2010.01.001. ISSN 0166-2236.